# Lansdowne Road
El Lansdowne Road (en irlandés: Bóthar Lansdún) fue un estadio de fútbol y de rugby ubicado en el distrito suburbano de Ballsbridge (en irlandés: Droichead na Dothra) en Dublín, capital del Condado de Dublín en la provincia de Leinster de la República de Irlanda. Fue demolido en 2007 y reemplazado en 2010 por el nuevo Aviva Stadium.
Se construyó por iniciativa de Henry Wallace Doveton Dunlop, quien luego lo transfirió a la Unión de Rugby de Irlanda. Allí jugaron de local los clubes de rugby Lansdowne FC y Wanderers FC. En 1876 se utilizó por primera vez para partido de selecciones regionales de rugby entre Leinster y Úlster, y en 1878 albergó el primer partido de selecciones nacionales de rugby, disputado entre Irlanda e Inglaterra. Leinster comenzó a jugar regularmente en Lansdowne en 1945. En 1952 comenzó a disputarse allí el Colours Match, un partido de rugby universitario entre Trinity College y University College Dublin.
También se disputaron allí partidos de selecciones nacionales de fútbol entre 1900 y 1926. Cuatro décadas después, el Waterford FC recibió al Manchester United FC en Lansdowne Road en la primera ronda de la Copa de Campeones de Europa 1968-69. A partir de la década de 1990 a 2000, la selección irlandesa de fútbol jugó la mayoría de sus partidos en Lansdowne Road. Asimismo, la final de la Copa de Irlanda se jugó allí desde 1990 hasta 1997 y desde 2003 hasta 2006.
En 1988, Lansdowne Road albergó el Emerald Isle Classic, el primer partido de fútbol americano universitario de la NCAA disputado en Europa, entre los Boston College Eagles y los Army Black Knights.

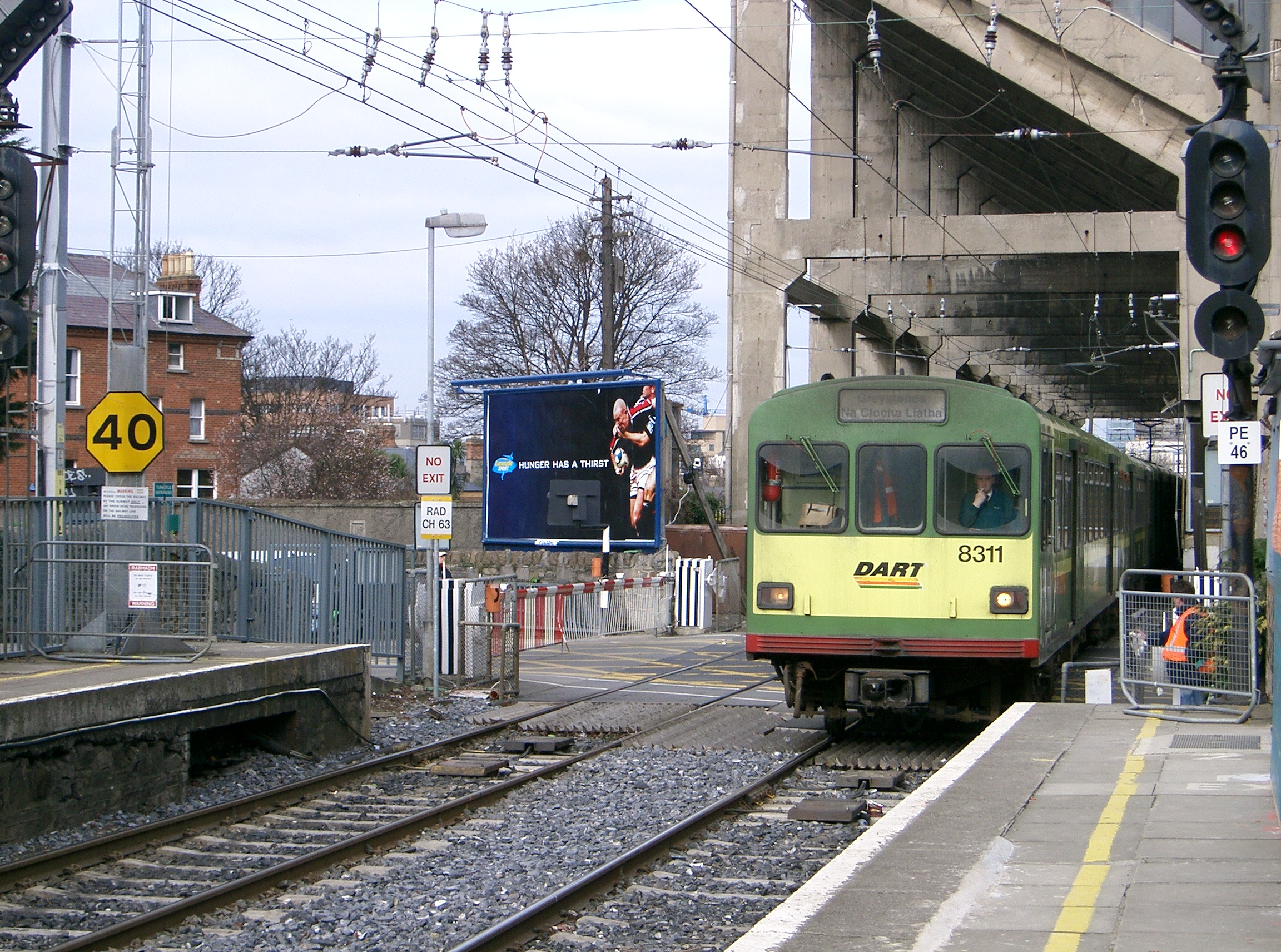
El ferrocarril DART cruzando el Lansdowne Road

Como curiosidad, Lansdowne Road se puede jactar de haber tenido el mejor y más cómodo sistema de acceso al transporte púbico que cualquier otro estadio en el mundo[cita requerida], ya que la estación "Lansdowne Road" del ferrocarril de Dublín (el Dublin Area Rapid Transit o DART) se encontraba a la salida del estadio y cruzaba por debajo de la tribuna oeste. Este fue el estadio más antiguo del mundo sobre el que se siguió jugando tanto a rugby como a fútbol hasta su demolición en 2007. Destacaba asimismo por el increíble ambiente que se generaba en cada partido de la selección irlandesa, con una afición que no dejaba en ningún momento de animar a su equipo, convirtiendo el estadio en una caldera. Su capacidad variaba según el deporte, puesto que en el rugby no existe una limitación de plazas de pie, hecho que sí se da en el fútbol. Por este motivo las terrazas situadas en los fondos norte y sur se adaptaban con asientos, por lo que el aforo del estadio se reducía de 49000 a 36000 espectadores para los partidos de fútbol. En el año 2004 el gobierno irlandés junto a las federaciones de rugby (IRFU) y fútbol (FAI) llegó a un acuerdo para remodelar por completo Lansdowne Road durante los años 2007 y 2008, por lo que ambas selecciones deberieron disputar sus encuentros en el estadio Croke Park, perteneciente a la asociación de deportes gaélicos (GAA).
Por otra parte, el estadio se usó para conciertos de algunas bandas tan famosas como R.E.M., U2 o The Corrs y que consiguieron llenarlo por completo.
El poeta irlandés Louis MacNeice publicó en 1938 el poema Rugby Football Excursion, que recrea un partido de rugby entre Irlanda e Inglaterra.